# Марьянский сельский совет
Марьянский сельский совет (укр. Мар'янська сільська рада) — входит в состав
Апостоловского района
Днепропетровской области
Украины.
Административный центр сельского совета находится в
с. Марьянское.

## Населённые пункты совета
- с. Марьянское

## Население
Согласно переписи населения СССР 1989 года, существующее население сельского совета составляло 4428 человек, из которых 2026 мужчин и 2402 женщины.
По переписи населения Украины 2001 года в сельском совете проживали 4172 человека.